# Vendin-lès-Béthune

Vendin-lès-Béthune este o comună în departamentul Pas-de-Calais, Franța. În 1 ianuarie 2022 avea o populație de 2.384 de locuitori.